# آلکسان کاراپتیان
آلکسان هامبارتسومی کاراپتیان (Ալեքսան Համբարձումի Կարապետյան؛ زادهٔ ۲۸ مارس ۱۹۵۰ - درگذشته ۹ مارس ۲۰۱۵) یک دانشمند علوم سیاسی و سیاستمدار اهل ارمنستان است که از تاریخ ۱۹۹۹ تا تاریخ ۲۰۰۷ سمت نمایندگی دوره‌های دوم و سوم مجلس ملی جمهوری ارمنستان را برعهده داشت.

## زندگی‌نامه
در ۲۸ مارس ۱۹۵۰ در ایروان به دنیا آمد و از دانشگاه پلی‌تکنیک ارمنستان فارغ‌التحصیل شد.  وی در ۹ مارس ۲۰۱۵ در سن ۶۴ سالگی در ایروان درگذشت.